# Janko Alexy
Pour les articles homonymes, voir Alexy.
Janko Alexy, né le 25 janvier 1894 à Liptovský Svätý Mikuláš (Saint-Nicolas-de-Liptov) (Liptószentmiklós) en Slovaquie, alors Haute-Hongrie en Autriche-Hongrie, mort le 22 septembre 1970 à Bratislava en Slovaquie, alors composante de la Tchécoslovaquie, est un peintre et écrivain slovaque.

## Biographie
Janko Alexy naît dans une famille nombreuse et effectue sa scolarité à Liptovský Svätý Mikuláš puis à Lučenec. Après ses études, il fait un stage dans une pharmacie à Prievidza. À partir de 1919, il poursuit ses études à l'Académie des beaux-arts de Prague. En 1920, il passe six mois à Paris.
Après ses études, il travaille comme professeur de dessin à Bratislava et à partir de 1927, il se consacre uniquement à son activité artistique. En 1930, il s'installe à Turčiansky Svätý Martin (Saint-Martin-de-Turiec), plus tard, à Piešťany avant de s'établir en 1937 à Bratislava.
Parallèlement il publie ses créations littéraires à partir de 1922, notamment dans le magazine Svojeť qu'il anime avec Gejza Vámoš.
En 1964, il reçoit le titre prestigieux d'Artiste national de Tchécoslovaquie (Národný umelec).

## Œuvres

## Peinture
Sa vaste production comprend près de 1 300 huiles, pastels, tempera et dessins inspirés par l'art populaire, les légendes et les paysages. Dans les années 1950 il a créé de projets architecturaux et de tapisseries. Il est ensuite revenu à l'inspiration de l'art populaire.
Il a contribué de manière significative à la reconstruction du château de Bratislava.
Il est devenu l'un des fondateurs de l'art moderne slovaque et l'un des animatateurs de la vie culturelle.